# روابط ایران و لبنان
روابط ایران و لبنان به روابط خارجی این دو کشور اشاره می‌کند.

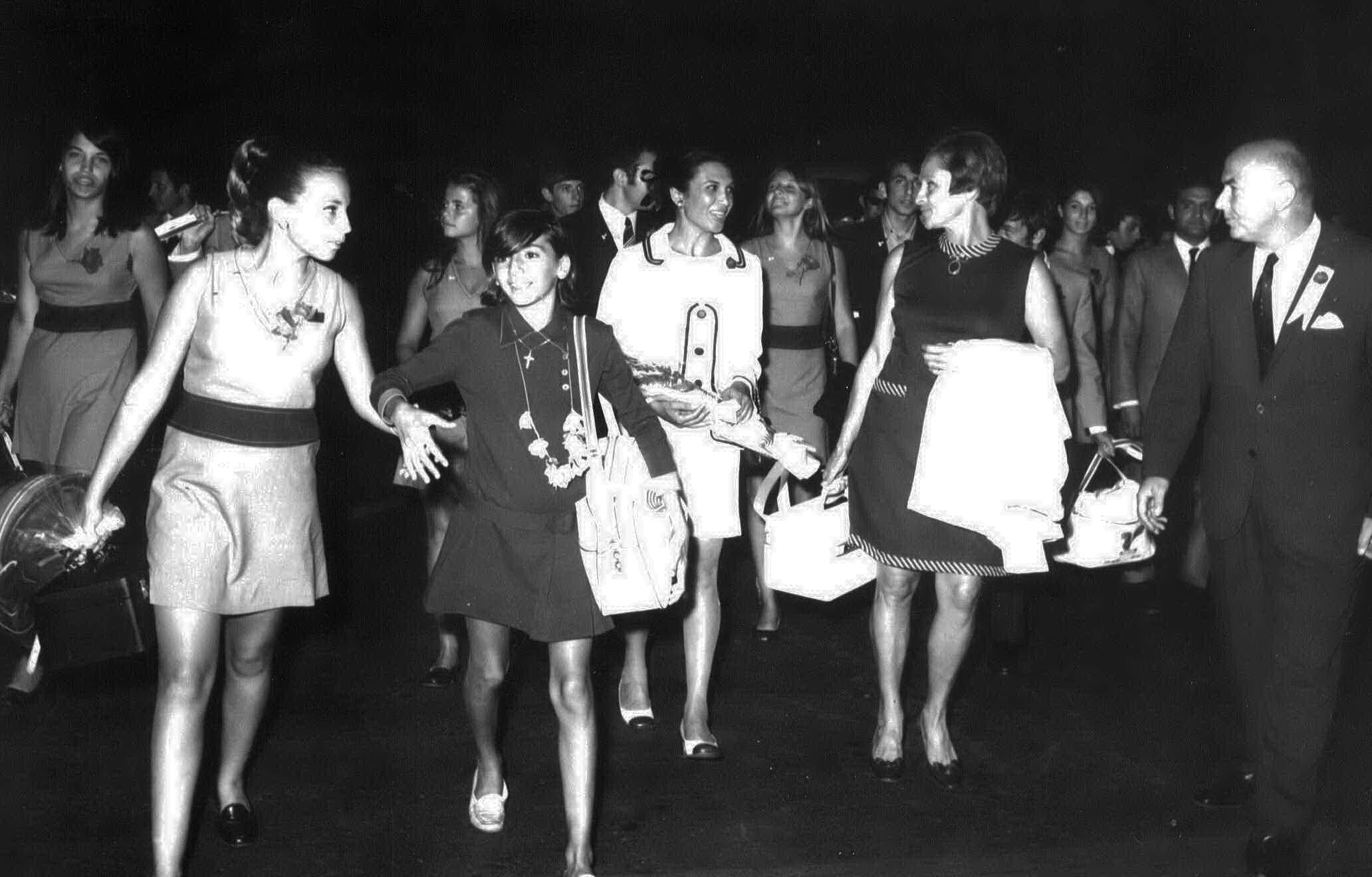
ورزش‍ک‍اران‌ ل‍ب‍ن‍ان‍ی‌ و م‍رب‍ی‍ان‌ آن‍ه‍ا برای شرکت در مسابقاتی به ای‍ران‌ وارد می‌شوند؛ دهه ۱۹۷۰م

نبیه بری و ولید جنبلاط، از سیاستمداران لبنان در کنفرانس بررسی مسائل افغانستان، تهران، ۱۹۸۹م

## قبل انقلاب ایران
در پانزدهم مهر ۱۳۳۲ (هفتم اکتبر ۱۹۵۳) عهدنامه مودت میان ایران و لبنان در تهران امضا شد که شامل یک مقدمه و پنج ماده بود. محمدرضا شاه پهلوی در سال ۱۳۳۵ از لبنان به هنگام ریاست جمهوری کمیل شمعون دیدار کرد. 
شاه نسبت به ملی‌گرایی عربی رادیکال جمال عبدالناصر، رییس‌جمهور وقت مصر بیمناک بود و نگران بود بی‌ثباتی ناشی از آن باعث نفوذ احزاب شوروی و کمونیست در منطقه شود. ایران در راستای این دغدغه با حکومت‌های محافظه‌کار در خاورمیانه همکاری کرد. شمعون در مبارزه خود با مخالفین داخلیش به ایران و ترکیه روی آورد و شاه که بحران لبنان را ناشی از اوج‌گیری ناصریسم می‌دید به او کمک کرد. در سال ۱۹۵۶، سلاح‌هایی که اسرائیل در جنگ ۱۹۵۶ خود با مصر از آن کشور غنیمت گرفته بود از طریق ایران به لبنان منتقل شد. 
پس از سرنگونی حکومت غربگرای عراق در کودتای عبدالکریم قاسم، لبنان اهمیت بیشتری برای ایران پیدا کرد. شاه به تیمور بختیار، رییس ساواک، دستور داد تدابیری برای مهار ناصریسم صورت گیرد و مجتبی پاشایی مسئول خاورمیانه ساواک، «طرح سبز» را بدین منظور تدوین کرد. او در دیدار با بختیار و علوی‌کیا گفت «با (ناصریسم) باید در سواحل خاورمیانه مبارزه کنیم و متوقفش کنیم تا مجبور نباشیم بر خاک ایران خون بریزیم». پاشایی و پاکروان لبنان را تنها کشور دموکراتیک عربی می‌دانستند که بیطرفیش با به قدرت رسیدن ناصریسم از بین می‌رفت. پاشایی معتقد بود اگر مردم لبنان با ایران رابطه داشته باشند جلوی نزدیکی آنان به ناصریسم گرفته خواهد شد. او حامی تکیه بر پیوندهای موجود مذهبی به خصوص با شیعیان بود. حکومت ایران شروع به پرداخت کمک ماهانه ۳۳ هزار دلاری به جامعه شیعیان لبنان کرد. بنا بر طرح سبز، ۸۰ درصد کمک‌ها را پاشایی به مدارس شیعه و بقیه را به ملاهای لبنانی پرداخت می‌کرد. در انتخابات ۱۹۶۰ لبنان، ساواک به تشویق شمعون، برای جلوگیری از پیروزی نامزدهای ناصریست   ۳۳۰ هزار دلار هزینه کرد.  حزب عمدتا مارونی فالانژ (کتائب) برای دریافت بخش اصلی این هزینه انتخاب شد ولی رهبری این حزب آن را نپذیرفت چرا که می‌خواست استقلال خود را خفظکند و مدیون ایران نباشد. با این حال این خزب روابط نزدیک خود با ایران را حفظ کرد و در روزنامه‌هایش به ناصر حمله و ایران را ترویج می‌کرد. وعده اجازه دادن به عبور پروازهای ایروان به لبنان از فراز ایران، حمایت حزب دست راستی ارمنی داشناک را جلب کرد.

## بعد از انقلاب ایران
محمدرضا پهلوی در ۱۹۵۶ از لبنان به هنگام ریاست جمهوری کمیل شمعون دیدار کرد. الیاس هراوی در ۱۹۹۶ به ایران آمد؛ و در آوریل سال ۲۰۰۰ امیل لحود به ایران آمد.
محمد خاتمی، پیش از گزیده شدن به عنوان پنجمین رئیس جمهور ایران، سفری به لبنان داشت که در مقر جنبش فرهنگی در «انطلیاس»، اولین بار نظریه گفتگوی تمدن‌های خود را مطرح کرد. سپس در سفر دومش، و به‌عنوان رئیس‌جمهور ایران، در ۳۰ اردیبهشت ۱۳۸۲ به لبنان رفت. پیشواز همگانی از او، «گسترده و با هلهله و شادی همگانی» همراه بود. او به زبان عربی در ورزشگاه بیروت سخن راند.
به‌هنگام ریاست‌جمهوری احمدی‌نژاد، منفی‌نگری‌های لبنانی‌ها به ایران افزایش یافت. برپایه نظرسنجی Pew Global Attitudes Survey در ۲۰۱۲، ۳۹٪ مردم لبنان به ایران مثبت‌نگرند، در مقایسه با ۶۱٪ که نسبت به ایران منفی‌نگرند. ۶۲٪ مخالفت کسب سلاح‌های هسته‌ای توسط ایران‌اند، ۵۷٪ ایرانِ سلاح هسته‌ای‌دار را یک تهدید می‌شمارند و ۷۴٪ «اعمال تحریم‌های شدیدتر» برای ایران را تأیید می‌کنند؛ ۴۶٪ از مردم لبنان، برای جلوگیری از توسعه سلاح‌های هسته‌ای ایران استفاده از نیروی نظامی را مجاز می‌شمارند. مسلمانان سنی و مسیحیان در لبنان (به ترتیب ۹۲٪ و ۵۷٪)، نسبت به رئیس جمهور احمدی‌نژاد منفی‌نگرند، ۹۵٪ مسلمانان شیعهٔ لبنانی نسبت به او مثبت‌نگرند.

### فرهنگی
ایرانیانی همچون محمدعلی جمال‌زاده، امیرمسعود برومند، محمود حسابی ،علی‌اکبر صالحی دانش‌آموخته در لبنان بوده‌اند. بسیاری از ناشران لبنانی در نمایشگاه بین‌المللی کتاب تهران شرکت می‌کنند.

### ناآرامی‌های ضد ایرانی در لبنان از سال ۲۰۱۹
از سال ۲۰۱۹، اعتراضات گسترده‌ای در لبنان آغاز شد که در آن مردم لبنان دولت را به پارتی‌بازی، فساد و سوء مدیریت متهم کردند؛ اما این اعتراض از آن جهت قابل توجه بود که به طور علنی نفوذ ایران، به ویژه دخالت ایران در نظام سیاسی لبنان را به چالش کشید، و اظهارات ضد حزب‌الله در میان مردم لبنان افزایش یافت. این امر به دلیل خشونت و سرکوب گسترده‌ای که مقامات حزب‌الله علیه معترضان انجام دادند، تشدید شد.
ایران غرب را به دامن زدن به ناآرامی‌ها متهم کرد و در عین حال از ترس واکنش مداوم علیه ایران در میان مردم لبنان، خود را از اعتراضات دور نگه داشت. احساسات ضد ایرانی در سال ۲۰۲۱ افزایش چشمگیری داشته است، زیرا اکثر معترضان خواستار خروج ایران از کشور هستند.